# Воркутинская улица (Санкт-Петербург)
Воркути́нская улица — улица в Невском районе Санкт-Петербурга. Проходит от Дальневосточного проспекта до Нерчинской улицы между гипермаркетами «Леруа Мерлен» и «Мебель Wood».

## История
Название улица получила 1 марта 2013 года по городу Воркута в Республике Коми. Воркутинская улица является одной из самых узких улиц города Санкт-Петербурга.
30 ноября 2013 года на Воркутинской улице был открыт памятный знак горнякам Воркуты. Автор памятной плиты «Горнякам заполярной Воркуты, самоотверженным трудом поддержавшим подвиг героических защитников Ленинграда» — Тарасий Трошин.
С декабря 2015 года на улице введено одностороннее движение в направлении от Нерчинской улицы к Дальневосточному проспекту.